# Nehelenia
La reina Nehelenia (女王ネヘレニア Joō Neherenia?) es una antagonista en la saga de anime y manga Sailor Moon, quien aparece en la cuarta temporada. Su nombre proviene de la diosa de la mitología germánica conocida como Nehalennia. En la trama de Sailor Moon, Nehelenia es la suprema dirigente del Circo Death Moon, un grupo de villanos al que pertenecen también el Trío y el Cuarteto de amazonas. Para apoderarse del planeta Tierra, ella invade la tierra de Elysion o "Ilusión" (エリシオン Eryushion?), un mundo que se encuentra secretamente oculto dentro del interior del planeta y que está íntimamente conectado con este. También hace prisionero al guardián de Elysion, Helios. 
En todas las versiones de la metaserie, el ataque de Nehelenia contra Elysion resulta en una maldición que acaba afectando a la Tierra, y por tanto también al guardián del planeta, Mamoru Chiba, cuyo cuerpo se ve afectado por una extraña enfermedad pulmonar. Esto fuerza a la protagonista de la serie y novia de Mamoru, Usagi Tsukino, a enfrentarse a Nehelenia, como la heroína "Sailor Moon", para salvar a la Tierra y a Elysion junto con Helios y la vida de Mamoru.

## Historia
La parte de la metaserie en la que apareció el personaje de Nehelenia como la principal enemiga fue la que sufrió más cambios en su pasaje del manga original a la primera versión animada. Esto se debe a que en ambas versiones, este personaje haya sufrido notables diferencias. 

### Versión del manga y Sailor Moon Eternal
En la versión del manga y en la secuela cinematográfica de Sailor Moon Crystal, Pretty Guardian Sailor Moon Eternal, se muestra a la reina Nehelenia como una mujer desconocida que se dio a conocer por primera vez en los tiempos del antiguo Milenio de Plata. Es caracterizada como la contraparte oscura y maligna de la bondadosa Reina Serenity, madre de la Princesa Serenity y gobernante del antiguo Reino de la Luna. 
Según ella misma cuenta, al igual que la Reina, la propia Nehelenia también llegó al Sistema Solar desde un lugar lejano de la galaxia; por lo que sostiene que ambas poseen el mismo origen. Oculta en las profundidades de la luna, permaneció allí sin ser descubierta, hasta que la Reina Serenity dio a luz a la princesa; momento que Nehelenia eligió para presentarse por primera vez en el palacio real. Después de felicitar a la Reina, le preguntó por qué no había sido invitada a la celebración del nacimiento de su heredera, del mismo modo en que habían sido invitados los demás habitantes del reino lunar. Como intentara esparcir sus sombras, la Reina Serenity se vio obligada a detenerla, usando el poder del Cristal de Plata para encerrarla dentro de un gran espejo que había en el lugar. Sin embargo, antes de ser totalmente aprisionada allí, Nehelenia alcanzó a lanzar una maldición sobre el reino y sobre la princesa recién nacida: el Reino de la Luna llegaría a su fin y la pequeña princesa moriría antes de llegar al trono. 
Esta maldición se cumplió de alguna manera cuando años más tarde la Reina Beryl, celosa del amor que Endymion sentía por la Princesa Serenity y bajo la influencia de la Reina Metalia, dirigió el ejército de la Tierra en contra de la Luna y acabó con la vida de todos los que allí vivían.
Miles de años más tarde, en el siglo XX, un eclipse permitió a Nehelenia extender parcialmente su influencia más allá del espejo donde estaba aprisionada. Fue entonces que ella se encontró con las cuatro guerreras llamadas Sailor Quartetto, futuras guardianas de Sailor Chibi Moon -futura hija de Sailor Moon-, que dormían en un profundo sueño, esperando el momento en que esta las necesitase. Nehelenia esparció su poder maligno sobre estas cuatro, alterándoles la memoria para que se convirtieran en sus seguidoras, conocidas como el Cuarteto de amazonas. Así fue como el Cuarteto se convirtió en parte integrante del Circo Death Moon bajo las órdenes de Nehelenia.
Una vez conseguido esto, se dirigieron al planeta Tierra; invadiendo el mundo secreto de Elysion, para intentar apoderarse del planeta antes de ir tras el Cristal de Plata de Usagi. También capturaron a Helios; sacerdote de Elysion que a su vez era el guardián protector. Entonces Nehelenia (quien se hacía llamar la "verdadera" reina de la Luna, así como la "verdadera" dueña del Cristal de Plata) envió al Cuarteto de amazonas reiteradamente a atacar a las Sailor Senshi del Sistema Solar Interno y a tratar de arrebatarle el Cristal de Plata a la reencarnación de la Princesa Serenity, Sailor Moon. Todo este accionar llevó a Hotaru Tomoe a presentir que algo pasaba, y a crecer rápidamente antes de despertar nuevamente como Sailor Saturn.
Por otra parte, esto también llevó a Helios, quien se encontraba cautivo, a separar su espíritu de su cuerpo por breves períodos de tiempo, para ir a buscar la ayuda de Sailor Moon y Sailor Chibi Moon. Él les reveló que el ataque de Nehelenia sobre Elysion era lo que le estaba causando una enfermedad pulmonar a Mamoru; puesto que el cuerpo de éste está muy conectado tanto con el planeta Tierra como con la tierra de Elysion, oculta dentro de éste. Helios también les dijo que una visión premonitoria le había revelado que la única forma de detener a Nehelenia era encontrando un cristal desconocido, llamado el Cristal Dorado. 
Las sucesivas batallas que las Sailor Senshi del Sistema Solar llevaron contra el Cuarteto de amazonas y sus sirvientes, el Trío de amazonas, generaron que cada una de las Sailor Senshi recibieran sus Cristales Sailor. El Cristal de Venus de Sailor Venus le fue revelado gracias a la ayuda de Artemis; el Cristal de Marte de Sailor Mars gracias a Phobos y Deimos. Los Cristales de Júpiter y Mercurio de Sailor Jupiter y Sailor Mercury aparecieron gracias a sus respectivas Guardianas de los poderes Sailor. Las Sailor Senshi del Sistema Solar Externo, Sailor Uranus, Neptune y Pluto, obtuvieron los suyos gracias a la ayuda de Hotaru. 
Finalmente Hotaru, bajo la apariencia de Sailor Saturn, fue capaz de hacer recordar al Cuarteto de amazonas su "verdadera" identidad como las cuatro integrantes del Sailor Quartetto. Esto las liberó de la influencia maligna de Nehelenia. Sailor Moon también descubrió que el Cristal Dorado, que según Helios necesitaban para derrotar a Nehelenia, estaba oculto (desde el principio) dentro del cuerpo de Mamoru. Una vez que hacen este descubrimiento, él y las Sailor Senshi unen sus poderes con los de Sailor Moon, para que ésta pueda derrotar a Nehelenia en forma definitiva (ella no regresa en el manga).
Más tarde, en la última temporada del manga, se revela que al igual que otros grandes villanos anteriores como la reina Metalia, el Gran Sabio y Pharaoh 90; la reina Nehelenia era también en realidad una criatura nacida de Chaos y una encarnación del mismo, el cual es finalmente revelado como el verdadero origen del mal y por tanto antagonista principal de toda la serie.

### Versión del anime de los años 90
En la adaptación del anime de los años 90, se dice que Nehelenia era la gobernante de un reino ubicado sobre un asteroide cercano a la Luna. Desde su asteroide, podía contemplar la dicha y felicidad de los habitantes del Milenio de Plata, ansiando gobernar dicho reino en lugar de la Reina Serenity. Rodeada de cortesanos que le manifestaban una devoción desmesurada, ella misma era infeliz en su propio reino, víctima de la excesiva idealización de que era objeto. La distancia afectiva que se había creado entre ella y los demás hizo que sufriera de una gran soledad, así como también de un gran complejo narcisista.
Fue dicho narcisismo lo que causó que tratara de preservar su belleza por encima de todo. Para evitar que su belleza física fuera arruinada por la vejez, buscó sin descanso medios que le evitaran envejecer. Luego de devorar los sueños de todos sus súbditos para prolongar su juventud, ellos se convirtieron en monstruos sin voluntad propia y dedicados a su servicio. A estos monstruos se les dio el nombre de "Lemures" (el nombre alterno que se les da a los monstruos Larvae, en la mitología). Cuando supo de la existencia del Cristal Dorado que protegía los sueños de los humanos del mundo terrestre, el cual tenía el poder de hacerla eternamente joven y hermosa, Nehelenia trató de obtener dicho cristal. Pero Helios, que era quien lo custodiaba, se negó a entregárselo. Fue entonces que la Reina Serenity intervino, encerrando a Nehelenia en su propio espejo, para evitar que siguiera amenazando los sueños de las personas de la Tierra.
Sin embargo, el espejo era en realidad un pasaje hacia el interior del mundo o dimensión que se ocultaba en oscuridad detrás de la luna nueva. Luego de que un eclipse solar le permite volver a tener contacto con el mundo exterior, Nehelenia sigue tras sus antiguas ambiciones, aún desde el interior de su prisión en el espejo. Por esta razón envía a sus seguidores al mundo de los sueños, Elysion, a capturar a Helios para quitarle el Cristal Dorado, y eliminar a las Sailor Senshi y a cualquiera que se entrometa en su camino.
La reina Nehelenia es, como se menciona, la dirigente suprema del "Circo Death Moon"; formado por los antiguos monstruos Lemures, así como también el Trío y el Cuarteto de amazonas. Durante la mayor parte de la cuarta temporada, sólo aparece ocasionalmente en los espejos, para dar órdenes a través de ellos a sus seguidores. Ella misma no se ve en acción hasta el fin de dicha temporada. Su deseo es obtener el Cristal Dorado y así tener el control sobre el mundo. A diferencia del Trío y el Cuarteto de Amazonas, debido su origen antiguo los monstruos Lemures que obedecen Nehelenia son de una edad muy elevada. La propia Nehelenia mantiene su juventud a causa de "comerse" los sueños de otra gente, convirtiéndolos así en miembros de su circo una vez que todos sus sueños hayan sido removidos.
Según el anime de los años 90, la misma Nehelenia fue quien reclutó al Cuarteto. Al invadir el mundo de los sueños, pudo escuchar a través de su espejo las risas infantiles del Cuarteto, que se hallaban jugando en los bosques de Ilusión. Entonces ella les ofreció el poder de permanecer siempre jóvenes para continuar jugando, a cambio de que la obedecieran. Deseosas de evadir los sinsabores de la madurez, las cuatro niñas prontamente aceptaron. Por su parte, la bruja Zirconia reclutó al Trío Amazonas, usando su magia para convertir a tres animales comunes en tres sirvientes de aspecto humano.
En los últimos episodios de SuperS, Sailor Moon y Sailor Chibi Moon logran recuperar el Cristal Dorado de las garras de Nehelenia, salvando así los sueños de todas las personas de la Tierra. Gracias a esto, el poder que había encerrado a Nehelenia en el interior del espejo se reactiva, y comienza a atraer a toda la comitiva del Circo de regreso a su antigua prisión, en el mundo o dimensión ocultos detrás de la luna nueva.  Viéndose derrotada, Nehelenia secuestra a Chibi Moon y la arroja al vacío desde un acantilado, con el propósito de vengarse antes de marcharse. Pero Sailor Moon elige saltar también del acantilado en su busca, para intentar salvar a la niña. Mientras tanto, Nehelenia vuelve al interior del espejo, concluyendo que, a pesar de todo, allí dentro podrá permanecer hermosa y joven para siempre. 
Aun así, esta no es la última vez que se ve a Nehelenia en la serie. A diferencia de los demás villanos del primer anime de Sailor Moon, Nehelenia aparece en más de una temporada. Al inicio de la temporada siguiente, Sailor Stars, Nehelenia es despertada por una voz desconocida, cuyo dueño la libera de su prisión, rompiendo el espejo, e instando a Nehelenia de regresar una vez más a obtener su venganza. Es entonces que ella empieza a aparecer en los espejos de la Tierra y envía a monstruos llamados "Mirror Paredory" a atacar a las Sailor Senshi. Finalmente, Nehelenia hechiza a Mamoru Chiba (Darien) para tenerlo bajo su control, llevándolo a su reino dentro de la luna nueva para obligar a Sailor Moon a ir tras ella. Las Sailors los siguen para intentar salvar a Mamoru. Una vez en el mundo del espejo, Nehelenia les pone trampas a las Sailor Senshi, logrando  capturarlas una por una a excepción de Usagi (Sailor Moon).
En algún momento, Usagi logra encontrar a Nehelenia y enfrentarla. Sin embargo, tras escuchar la historia del triste pasado de la malvada reina, ella llega a comprender lo sola e infeliz que ésta se ha sentido siempre. Usagi entonces se transforma en Sailor Moon y, con ayuda de sus amigas, reúne el poder y la magia necesarias para enviar a Nehelenia de regreso al pasado de su antigua infancia; a una época cuando Nehelenia todavía era una niña pequeña, aún no controlada por el mal, y antes de que la ambición y el odio llegaran. De este modo, ella vuelve repentinamente a ser una pequeña reina, de vuelta en su antiguo reino, como si nada hubiese sucedido y sólo acabara de despertar de un mal sueño. Es así como este personaje recibe de Sailor Moon la única y maravillosa oportunidad de volver a empezar.
Más tarde, es revelado que Sailor Galaxia fue la responsable de despertar a Nehelenia de su sueño y liberarla definitivamente de su encierro. Galaxia de alguna manera sabía que al hacer esto, el espíritu de Sailor Saturn también despertaría, causando que la renacida Hotaru Tomoe volviera a convertirse en una Sailor Senshi de nuevo. Galaxia quiso que pasara para así poder apoderarse de todas las semillas estelares o almas de todas las Sailor Senshi guardianas del Sistema Solar; incluyendo las semillas estelares de Sailor Saturn y de Sailor Moon.